# Weinmannia latifolia
Weinmannia latifolia là một loài thực vật có hoa trong họ Cunoniaceae. Loài này được C. Presl miêu tả khoa học đầu tiên năm 1831.